# Magnolia drzewiasta
Magnolia drzewiasta (Magnolia acuminata (L.) L.) – gatunek drzewa należący do rodziny magnoliowatych. Magnolia ta rośnie w Ameryce Północnej (we wschodnich stanach USA). Sprowadzona została do Europy na początku XVIII wieku. W Polsce jest czasami sadzona, jako roślina ozdobna. Przez skrzyżowanie tej magnolii z magnolią nagą (M. denudata) otrzymano magnolię brooklińską mającą piękne cytrynowożółte kwiaty. Wyhodowano również mieszańce tej magnolii z magnolią purpurową (M. liliflora), czyli magnolię pośrednią oraz krzyżówkę z magnolią gwiaździstą (M. stellata).

## Morfologia
PokrójDuże drzewo. W swoim naturalnym środowisku osiąga wysokość do 30 m. Korona o stożkowym pokroju.
LiścieBardzo duże (25–30 cm), o owalnym kształcie z zaostrzonym wierzchołkiem. Górna część blaszki ciemnozielona, spodem jaśniejsze i miękko owłosione. Jesienią przebarwiają się na żółto lub brązowo.
KwiatyZ wyglądu przypominają kwiaty tulipanowca. Podobnie, jak u wszystkich magnolii brak zróżnicowania na kielich i koronę. Kwiaty o średnicy około 10 cm składają się przeważnie z 9 płatków i lekko pachną. Zewnętrzne płatki są zielone,  wewnętrzne zielonożółte. W środku kwiatu liczne pręciki i słupki. Zakwita później niż inne magnolie, bo dopiero pod koniec maja lub z początkiem czerwca.
OwocKoralowoczerwony, walcowaty owocostan złożony z licznych mieszków. Z nasion można wyhodować sadzonki. Jednak w Polsce tylko nieliczne owocostany zawierają nasiona.

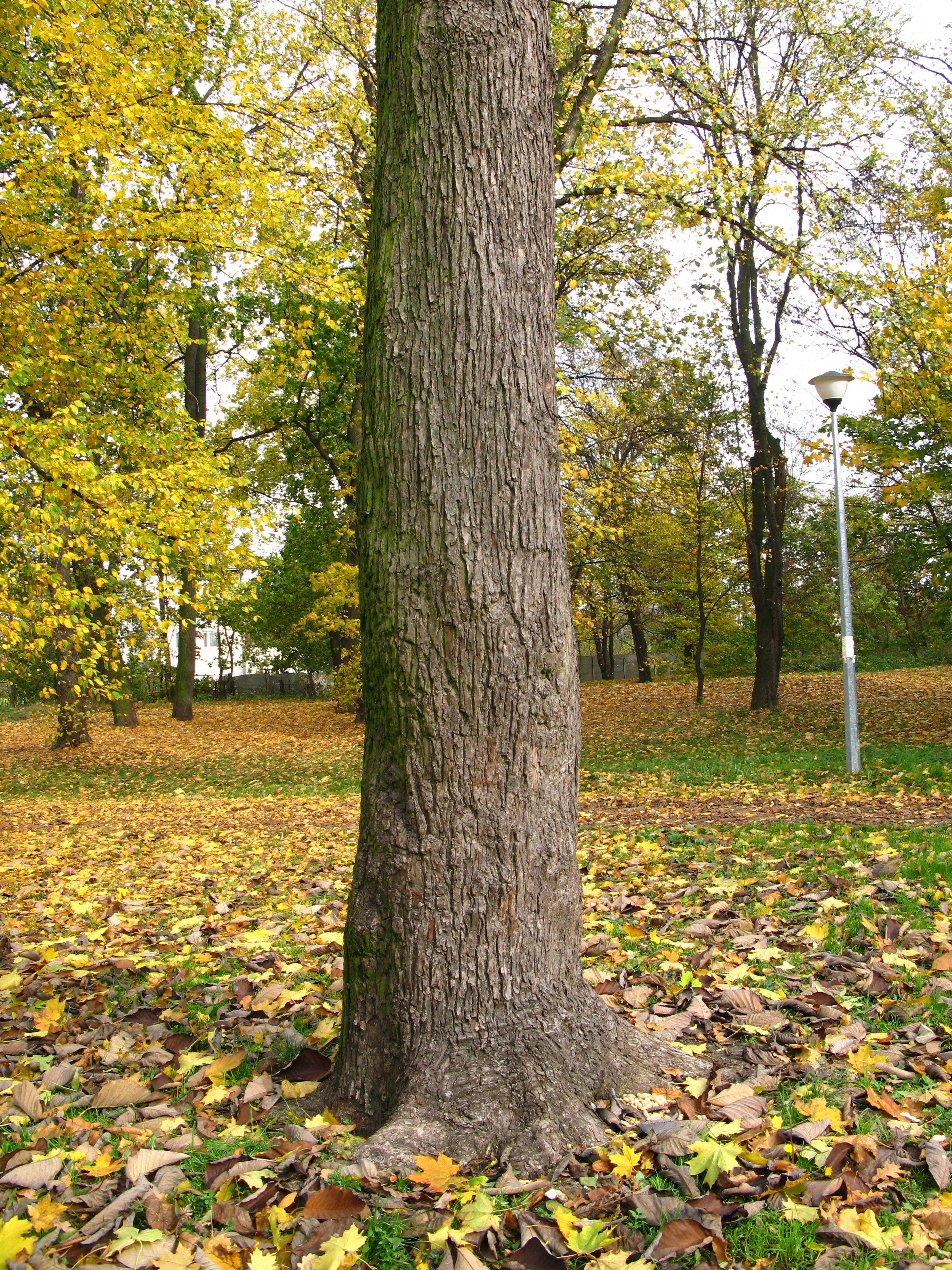
Pień
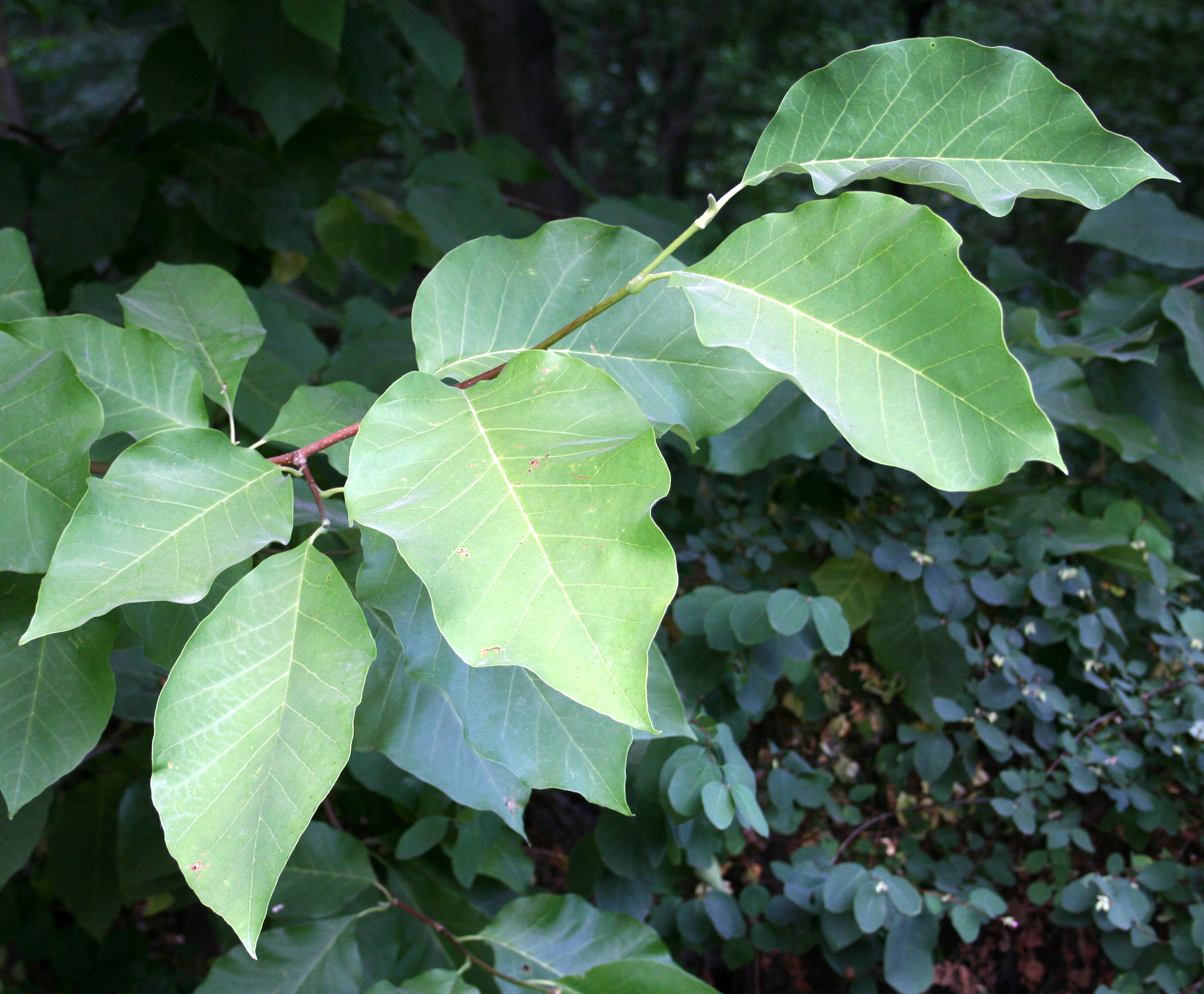
Liście
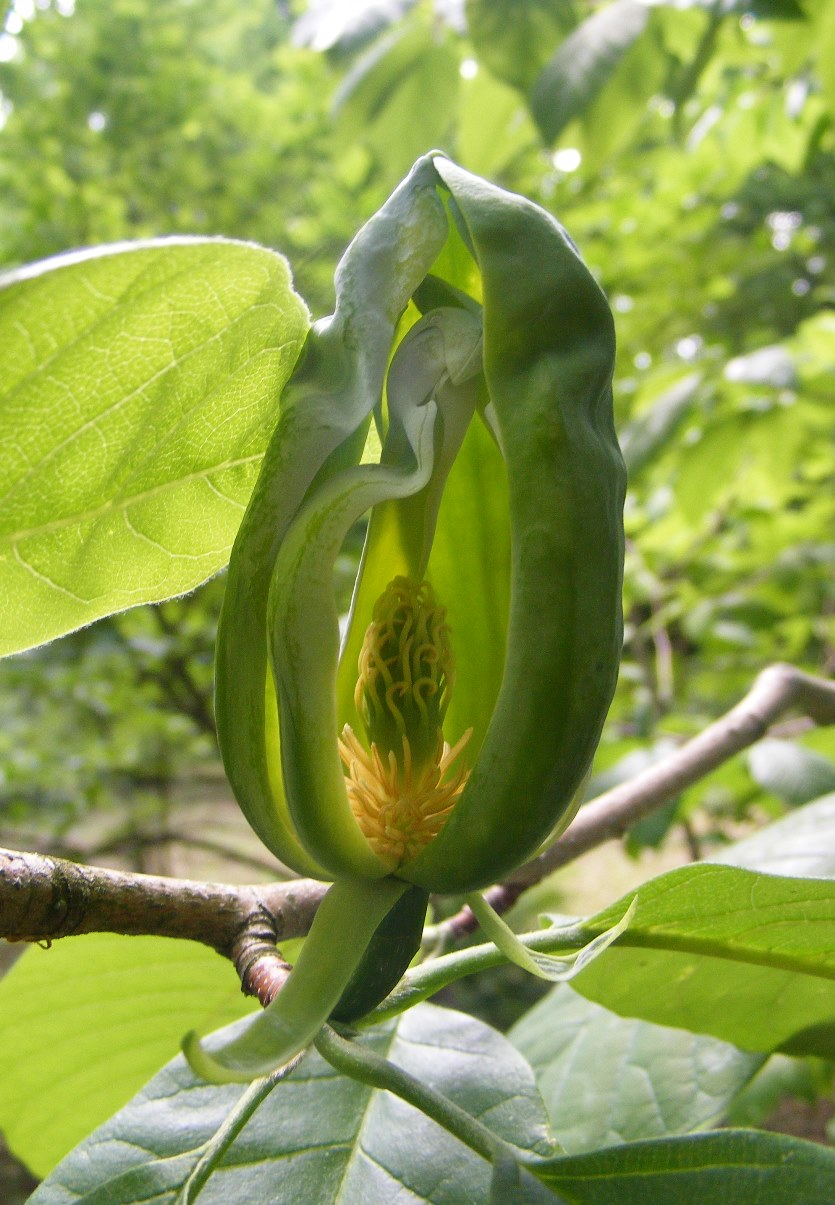
Kwiat
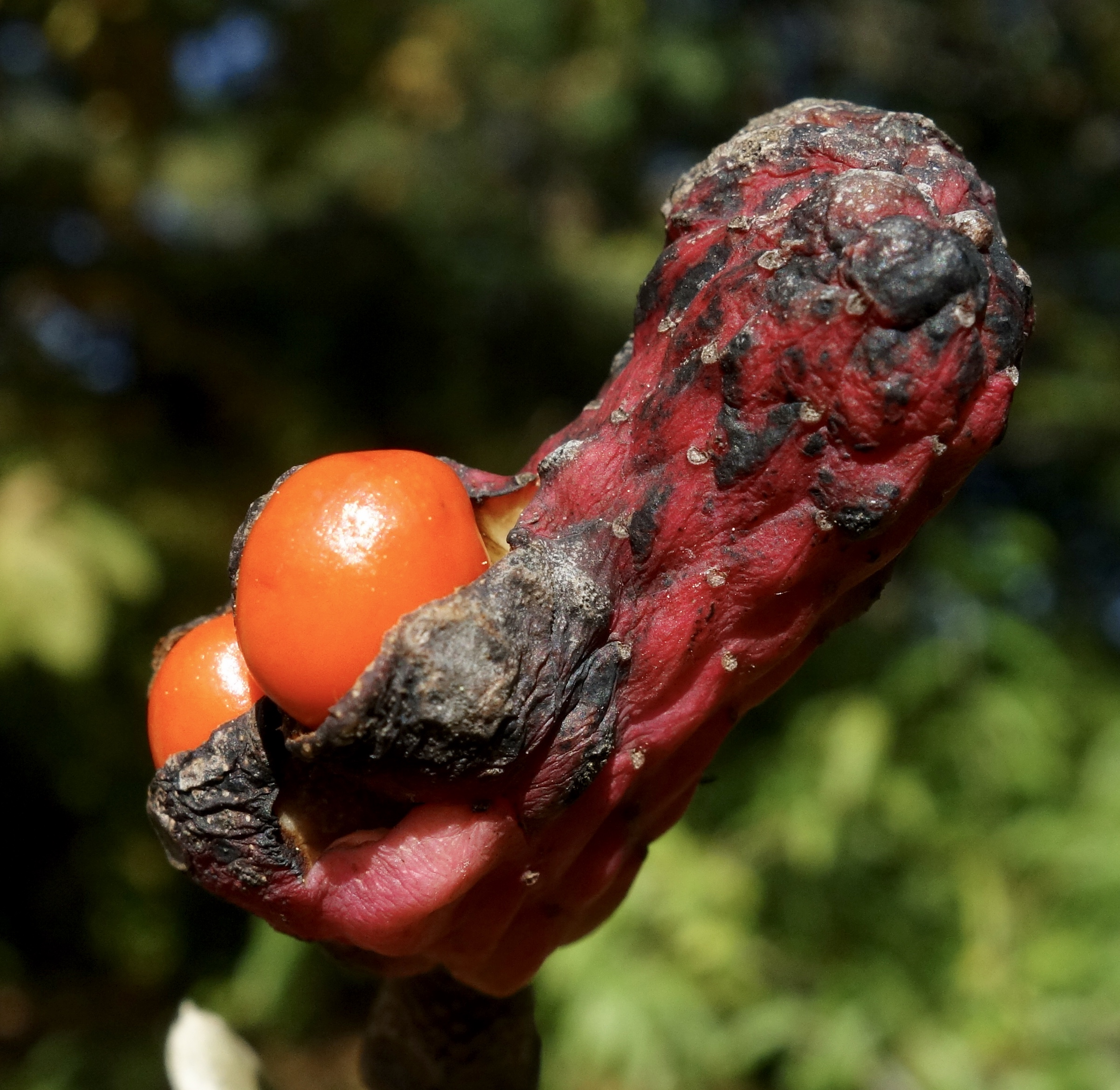
Owoce

## Uprawa
Gatunek bardziej wytrzymały na mróz od innych magnolii (wytrzymuje temp. do –30 °C). Również późne jej kwitnienie jest zaletą, gdyż nie przemarzają jej kwitnące kwiaty, jak zdarza się to u magnolii kwitnących wczesną wiosną.